# Fuat (Rapper)

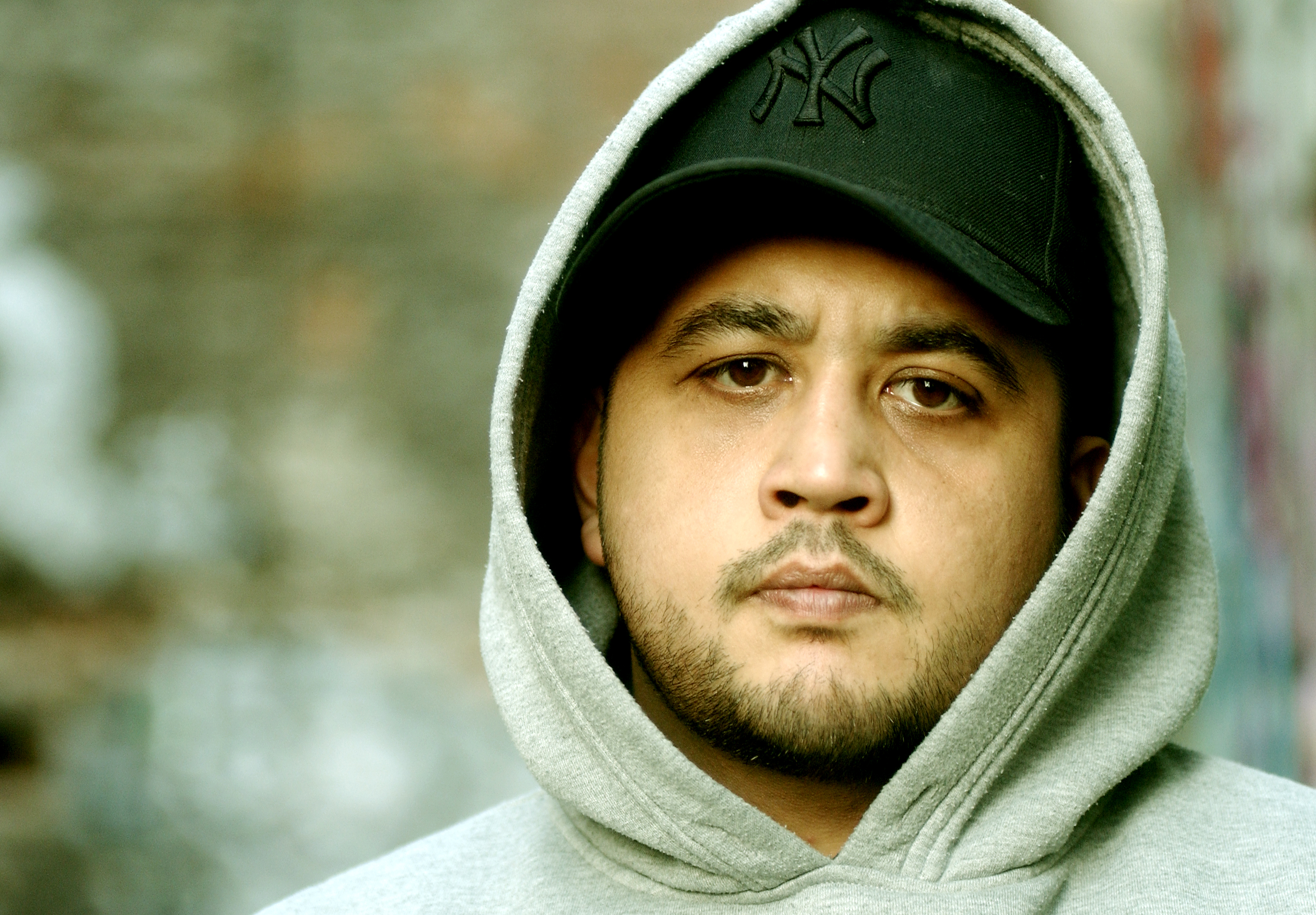
Fuat

Fuat (bürgerlicher Name Fuat Ergin, * 30. Oktober 1972 in West-Berlin) ist ein türkischer Rapper. Er wurde 1972 in Deutschland geboren und kehrte 1984 mit seiner Familie in die Türkei zurück. Nach dem Tod seiner Eltern kehrte er 1989 nach Deutschland zurück, kehrte aber 2004 endgültig in die Türkei zurück.

## Leben und Karriere
Fuat Ergin wurde am 30. Oktober 1972 in West-Berlin als Sohn einer türkischstämmigen Familie aus dem Istanbuler Stadtteil Şile geboren.  Ergin, der seine Grundschulausbildung in Berlin abschloss, kehrte 1984 mit seiner Familie endgültig in die Türkei zurück.  Er beendete die Sekundarschule in Şile.  Während seines Aufenthalts in der Türkei lernte er Hip-Hop kennen.  
Er verlor seinen Vater 1986. Er verlor seine Mutter 1989.  Nach dem Tod seiner Eltern verließ er das Gymnasium und kehrte im Dezember 1989 (einen Monat nach dem Fall der Berliner Mauer) im Rahmen der „Familienzusammenführung“ nach Deutschland zurück.
Die Karriere von Fuat begann 1993, zunächst mit Texten in englischer Sprache; 1995 fanden seine ersten Gehversuche mit türkischen Texten statt. Er schloss sich der Westberliner Gruppe M.O.R. (Masters of Rap) an und hatte seine ersten Veröffentlichungen bei ypsilon musix. Zwischen 1998 und 2003 veröffentlichte Fuat die HassIckDir?-Reihe 1, 2 und 3, Bonobo 1 Panzer und Rapüstad (in Begleitung von Killa Hakan). Darüber hinaus fand er auch auf M.O.R.-NLP und NEP und Fettfleck Sampler Vol.1 seinen Platz. 2002 hatte er einen Gastauftritt auf dem Sampler The World according to RZA. Im Jahre 2004 entschied sich Fuat für einen festen Wohnsitz in der Türkei und verließ Deutschland. Das Istanbuler Label "Iremrecords" nahm ihn 2005 unter Vertrag und er veröffentlichte sein erstes Album Her ayin Elemani in der Türkei.
Fuat veröffentlichte 2019 mit 19 anderen Musikern "Susamam" (Deutsch "Ich kann nicht schweigen"). In dem 15-minütigen Song benennen die türkischen Musiker verschiedene gesellschaftliche Probleme in der Türkei. Die Initiative geht auf den Rapper Şanışer zurück. "Susamam" ist gegliedert in mehrere Kapitel; es geht um Gewalt gegen Frauen, eingeschränkte Meinungsfreiheit und Missstände im politischen System. Fuat singt im Kapitel "Natur" über die Auswirkungen von Umweltverschmutzung und Waldrodung und schließt damit an die Proteste gegen die Rodung der Wälder im Ida-Gebirges für eine Goldmine an.

## Diskografie

### Alben
- 1999: HassickDir?
- 2001: HassickDir? II
- 2002: Bonobo I Panzer
- 2002: HassickDir? III
- 2005: Her Ayin Elemani
- 2009: Kalbüm
- 2019: Omurga
- 2019: Omurga, Vol. 2
- 2022: 50 Kalibre

### Kollaborationen
- 2003: Rapüstad (mit Killa Hakan)

### EPs
- 2021: Krematoryum

### Singles (Auswahl)
- 2009: Her Şey Değişir (mit Özcan Deniz & Pamela)
- 2019: Susamam (u. a. mit Şanışer, Defkhan & Deniz Tekin)
- 2020: Çukurdan Kaçış Yok (mit Toygar Işıklı)

## Filmografie
- 2004 Status Yo! (Film), Regie: Till Hastreiter
- 2007 PUSAT - Zafere giden yolda cekilen cile kutsaldir (Serie), Regie: Osman Sinav
- 2016 Leiden Schafft (Dokumentation), Regie: Mirza Odabasi